# 17879 Робутель
17879 Робутель (17879 Robutel) — астероїд головного поясу, відкритий 22 січня 1999 року.
Тіссеранів параметр щодо Юпітера — 3,590.